# Leichtathletik-Weltmeisterschaften 2023/Teilnehmer (Botswana)
Der Leichtathletikverband von Botswana hat für die Leichtathletik-Weltmeisterschaften 2023 in Budapest 14 Sportler gemeldet.
| Goldmedaillen | Silbermedaillen | Bronzemedaillen |
| ------------- | --------------- | --------------- |
| —             | 1               | 1               |

## Ergebnisse

### Frauen

#### Laufdisziplinen
| Athlet                                                                                        | Disziplin | Vorlauf     | Vorlauf | Halbfinale    | Halbfinale    | Finale        | Finale        |
| Athlet                                                                                        | Disziplin | Zeit        | Platz   | Zeit          | Platz         | Zeit          | Platz         |
| --------------------------------------------------------------------------------------------- | --------- | ----------- | ------- | ------------- | ------------- | ------------- | ------------- |
| Oratile Nowe                                                                                  | 800 m     | 2:01,62 min | 45      | ausgeschieden | ausgeschieden | ausgeschieden | ausgeschieden |
| Lydia Jele Obakeng Kamberuka Galefele Moroko Oratile Nowe nicht im Einsatz: Kebonye Golekanye | 4 × 400 m | 3:31,85 min | 14      | ausgeschieden | ausgeschieden | ausgeschieden | ausgeschieden |

### Männer

#### Laufdisziplinen
| Athlet                                                                                        | Disziplin | Vorlauf     | Vorlauf | Halbfinale  | Halbfinale | Finale        | Finale        |
| Athlet                                                                                        | Disziplin | Zeit        | Platz   | Zeit        | Platz      | Zeit          | Platz         |
| --------------------------------------------------------------------------------------------- | --------- | ----------- | ------- | ----------- | ---------- | ------------- | ------------- |
| Letsile Tebogo                                                                                | 100 m     | 10,11 s     | 13      | 9,98 s      | 7          | 9,88 s        | Silber        |
| Letsile Tebogo                                                                                | 200 m     | 20,22 s     | 9       | 19,97 s     | 3          | 19,81 s       | Bronze        |
| Busang Collen Kebinatshipi                                                                    | 400 m     | 44,80 s     | 9       | 46,39 s     | 22         | ausgeschieden | ausgeschieden |
| Bayapo Ndori                                                                                  | 400 m     | 44,72 s     | 5       | DNF         | DNF        | ausgeschieden | ausgeschieden |
| Leungo Scotch                                                                                 | 400 m     | –           | –       | 45,96 s     | 21         | ausgeschieden | ausgeschieden |
| Tshepiso Masalela                                                                             | 800 m     | 1:45,60 min | 14      | 1:44,14 min | 6          | 1:45,57 min   | 6             |
| Zibane Ngozi Leungo Scotch Baboloki Thebe Laone Ditshetelo nicht im Einsatz: Thomphang Basele | 4 × 400 m | 2:59,42 min | 4       | –           | –          | DSQ           | DSQ           |